# Інфрачервона фотографія

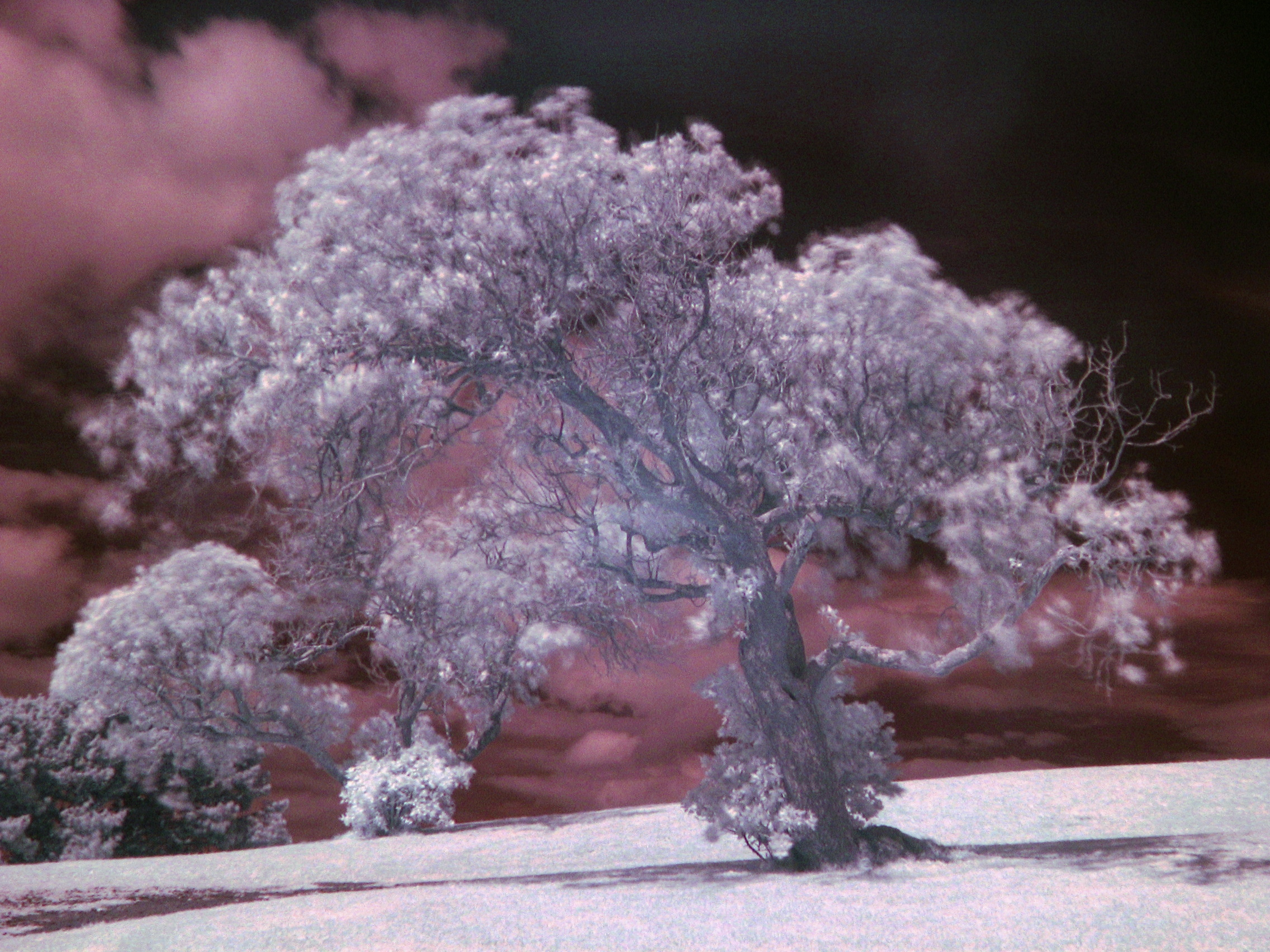
Дерево, сфотографоване в ближньому інфрачервоному діапазоні.

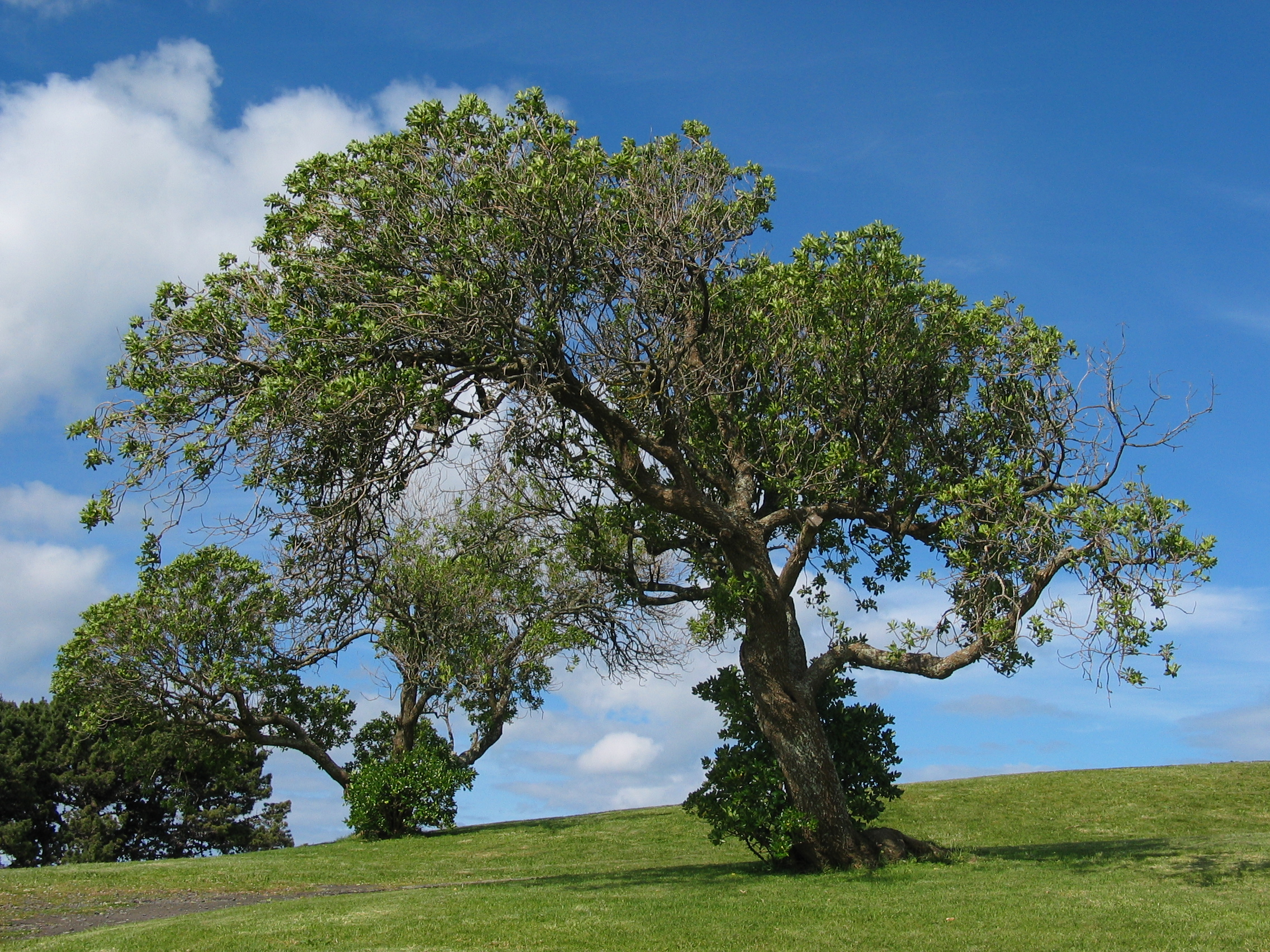
Те ж саме дерево, зняте в видимої частини світлового спектру

Інфрачервона фотографія — це техніка фотозйомки, в якій використовується спеціальна фотоплівка або матриця цифрового фотоапарата, чутливі до інфрачервоного світлового випромінювання; використовується спеціальний фільтр для цифрового фотоапарата, який пропускає інфрачервоне світло, але блокує видиму частину спектру. Хвильовий діапазон, який використовується в такій фотографії, лежить в межах від 700 до 900 нм.
Для отримання цифрової та плівкової інфрачервоної фотографії використовується чутливість плівки або матриці цифрового фотоапарата до інфрачервоного випромінювання.
Спектр інфрачервоного випромінювання ділиться на три частини:
- Ближнє IR-A — 700—1400 нм;
- Середнє IR-B — 1400-30.000 нм;
- Дальнє IR-С — 30.000-1.000.000 нм;

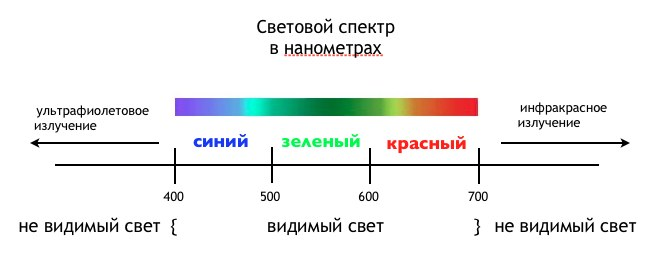
Світловий спектр в нанометрах

Матриця цифрової фотокамери не може записати середнє і далеке інфрачервоне випромінювання. Тому в цифрової інфрачервоної фотографії використовується ближнє інфрачервоне випромінювання в діапазоні від 700 до 900 нм.
Матриця цифрової фотокамери та інфрачервона фотоплівка чутливі не тільки до інфрачервоного випромінювання, а й до видимого спектру світла. Для отримання інфрачервоної фотографії необхідний спеціальний інфрачервоний світлофільтр.
Зображення, які ми бачимо на інфрачервоних фотографіях, демонструють фізичну властивість предметів — відображати або поглинати інфрачервоне випромінювання, але ні в якому разі не випромінюється об'єктом тепло. Так, наприклад, вода і небо максимально поглинають інфрачервоне випромінювання, а листя і хмари максимально відображають. Тому на інфрачервоних фотографіях листя і хмари ми бачимо максимально білими, а небо і воду максимально чорними. Це явище називається Вуд-ефект, в честь фізика і фотографа Роберта Вуда, який в 1910 році вперше опублікував інфрачервоні фотографії.
Інфрачервоні хвилі проникають на кілька міліметрів в шкіру і дають матовий відтінок шкіри на портретах, а очі часто виглядають чорними.
Кольорову інфрачервону фотографію можна розглядати тільки в умовних кольорах, які залежать від балансу білого або ефектів, створених в графічному редакторі.
Людське око сприймає певний спектр світлового випромінювання — від фіолетового до червоного. Все що лівіше фіолетового і правіше червоного, людське око не може бачити без спеціальних приладів. Лівіше фіолетовою видимій частині спектру знаходиться — ультрафіолетове, рентгенівське та радіаційне випромінювання, а правіше червоної видимої частини — інфрачервоне світло, мікрохвильове випромінювання і радіохвилі.

## Історична довідка
Інфрачервоне випромінювання було відкрито в 1800 році англійським астрономом Фрідріхом Вільямом Гершелем . Займаючись дослідженням Сонця, Гершель шукав спосіб зменшення нагрівання інструмента, за допомогою якого велися спостереження. Визначаючи за допомогою термометрів дії різних ділянок видимого спектру, Гершель виявив, що «максимум тепла» лежить за насиченим червоним кольором і, можливо, «за видимим заломленням». Це дослідження поклало початок вивченню інфрачервоного випромінювання.
Перші кілька десятиліть після винаходу фотографії зйомка в інфрачервоному діапазоні була неможлива, оскільки природна чутливість галогенідів срібла лежить в синьо-фіолетовій і ультрафіолетовій областях спектра. Реєстрація довгохвильових випромінювань стала можлива лише після відкриття в 1873 році Германом Фогелем явища спектральної сенсибілізації. Але, навіть червоне світло стало доступним для фотоматеріалів лише у 1906 році, коли Бенно Гомолка винайшов барвник пінаціанол. Перші інфрачервоні фотографії були опубліковані в лютому 1910 року, в журналі Century Magazine, а в жовтні 1910 року журнал Королівського фотографічного товариства опублікував фотографії Роберта Вуда (Robert Wood), який виявив незвичайні ефекти на інфрачервоній фотографії. Тепер цей ефект носить його ім'я — Вуд-ефект. Вуд зробив ці фотографії на експериментальному типі плівки, якому була необхідна дуже довга витримка, тому більшість його фотографій — це пейзажі.
Однією з головних причин, що сприяли інтенсивним розробкам інфрачервоних сенсибілізаторів, стало відкриття того факту, що інфрачервоне випромінювання в найменшій мірі поглинається і розсіюється атмосферою. Тому швидко розвиваючааерофотографія вимагала аерофотоплівок з високою чутливістю до відповідних діапазонів випромінювання для зйомки з великих висот. Перші інфрачервоні фотоматеріали були розроблені в США під час Першої світової війни для спектрального аналізу і аерофотозйомки. Після 1930 року компанія Kodak і інші виробники почали випускати інфрачервоні фотоплівки для астрономії.
Інфрачервона фотографія стала популярною серед фотолюбителів, після 1930 року, коли інфрачервона фотоплівка стала доступна для них. Журнал Таймс починає регулярно публікувати пейзажі, зроблені їх фотографами з використанням інфрачервоної плівки Ilford. До 1937 року п'ятьма виробниками, включаючи Agfa, Kodak і Ilford вже виготовлялося 33 види інфрачервоної плівки. Також з'явилася інфрачервона кіноплівка, вона була використана для створення ефектів день-ніч в кіно, яскравим прикладом є псевдо-ніч повітряних сцен у фільмі Наречена післяплатою за участю Джеймса Кегні і Бетті Девіс .

### Використання інфрачервоної фотографії в оформленні музичних альбомів кінця 1960-х років
Через незвичайні результати інфрачервона фотографія стала популярною серед багатьох музикантів 1960-х років — Джимі Хендрікс, Донован, Френк Заппа і Grateful Dead використовували інфрачервону фотографію для оформлення своїх альбомів. Кольори і ефекти, які дає інфрачервона плівка добре вписувалася в психоделічную естетику, що з'явилася в кінці 1960-х років. Наприклад, фото на обкладинці альбому Донована А gift from a flower to a garden 1993.

## Інфрачервоний фільтр
Інфрачервоні фільтри бувають двох типів:

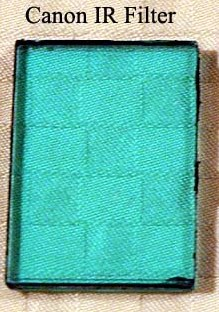
Canon 300D IR cut-off filter

- блокуючий
- пропускаючий

### Блокуючий фільтр
У звичайній фотографії інфрачервоне випромінювання нічого крім додаткового шуму не несе, тому завдання блокуючого фільтра максимально обрізати інфрачервоне випромінювання. Такий фільтр зазвичай встановлюється в цифровій фотокамері перед сенсором. Саме наявністю блокуючого фільтра обумовлені довгі витримки при інфрачервоній фотографії на цифровому фотоапарат.

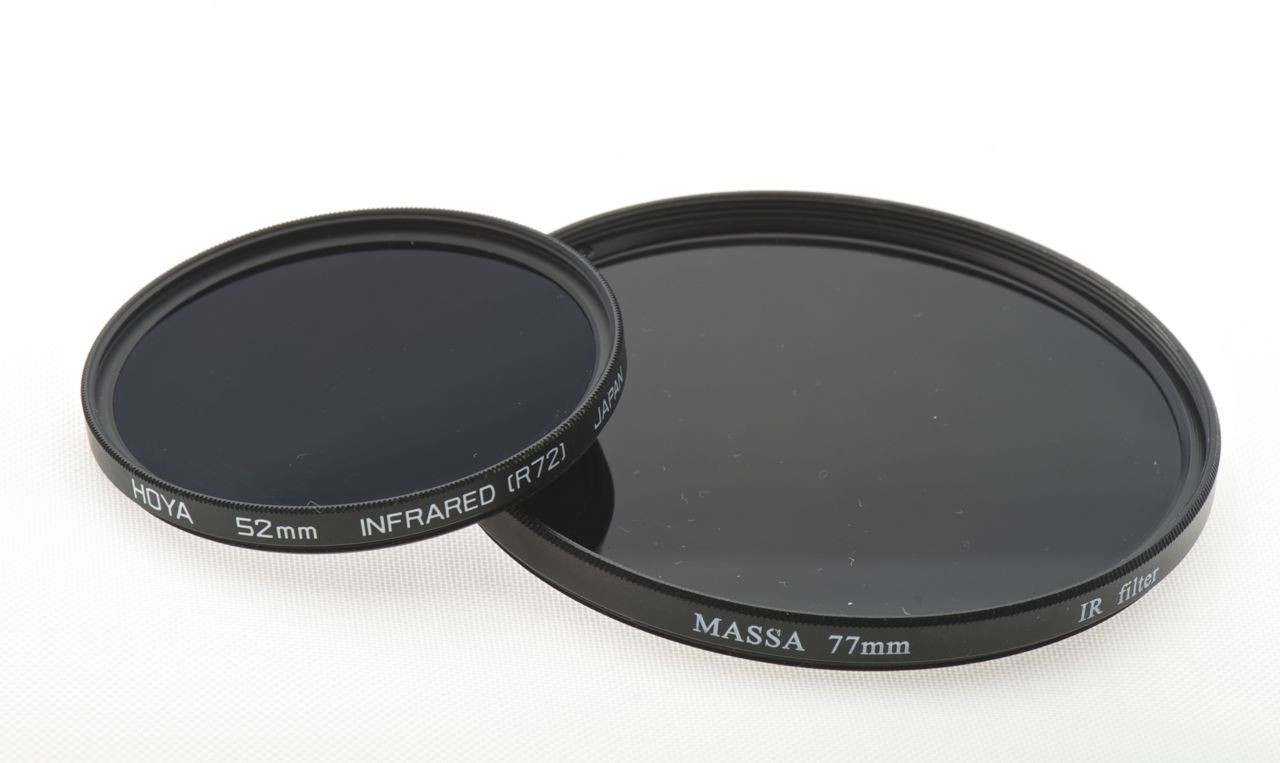
Інфрачервоний фільтр, який використовується в інфрачервоній фотографії.

### Пропускаючий фільтр
Даний тип фільтра призначений для відсікання всього спектра випромінювання, крім інфрачервоного. Незважаючи на те, що матриці цифрових камер чутливі до інфрачервоного випромінювання, їх чутливість до видимого світла в сотні, а то і в тисячі разів більше, тому, щоб зробити ІК-фотографію, необхідно блокувати видиме світло. Інфрачервоні фільтри блокують випромінювання, починаючи з різної довжини хвиль, і, в залежності від виробника, можуть називатися по-різному. У таблиці наведено назви та характеристики деяких з них.
| nm    | Wratten | Hoya  | Schott (Heliopan) | B + W | інші           |
| ----- | ------- | ----- | ----------------- | ----- | -------------- |
| 600   | # 25    | # 25А | OG590             | 090   | Tiffen 25      |
| 625   | # 29    | -     | RG630             | 091   | Tiffen 29      |
| 680   | # 70    | -     | RG665             | -     | -              |
| 695   | -       | -     | RG695             | 092   | -              |
| 700   | -       | R70   | -                 | -     | -              |
| 715   | -       | -     | RG715             | -     | -              |
| 720   | # 89B   | R72   | -                 | -     | Cokin A / P007 |
| 750   | # 88A   | -     | -                 | -     | -              |
| 760   | -       | IR76  | -                 | -     | -              |
| 780   | -       | IR80  | RG780             | -     | Tiffen 87      |
| 795   | # 87    | -     | -                 | -     | -              |
| 830   | -       | IR83  | RG830             | 093   | -              |
| 850   | # 87C   | IR85  | RG850             | -     | -              |
| 860   | -       | RM86  | -                 | -     | -              |
| 930   | # 87B   | RM90  | -                 | -     | -              |
| 1000  | -       | RM100 | RG1000            | 094   | -              |
| +1050 | # 87A   | -     | -                 | -     | -              |